# 178-я запасная танковая дивизия (вермахт)
178-я запасная танковая дивизия (нем. Panzer-Division Nr. 178) — тактическое соединение сухопутных войск вооружённых сил нацистской Германии.

## Эволюция названий дивизии
- 178-я запасная дивизия (нем. Division Nr. 178; 15 декабря 1940 — 20 апреля 1942)
- 178-я запасная моторизованная дивизия (нем. Division Nr. 178 (motorisiert); 20 апреля 1942 — 5 апреля 1943)
- 178-я запасная танковая дивизия (нем. Panzer-Division Nr. 178; 5 апреля 1943 — январь 1945)

## История
Дивизия была сформирована из моторизованных частей 148-й и 158-й запасных дивизий для контроля за подготовкой моторизованных подразделений в Силезии. За время своего существования дивизия никогда не покидала территории VIII военного округа. В январе 1945 года почти все подразделения 178-й запасной танковой дивизии были переданы танковой дивизии «Татра». Оставшийся в Силезии 128-й полк был передан в подчинение штаба VIII округа и разгромлен наступавшими советскими войсками.

## Командующие
- Генерал-лейтенант Курт Бернард (12 декабря 1940 — 1 мая 1942)
- Генерал-лейтенант Фридрих Вильгельм фон Лепер (1 мая 1942 — 1 октября 1944)
- Генерал-лейтенант Карл Фридрих фон дер Меден (1 октября 1944 — 9 октября 1944)
- Генерал-лейтенант Ганс-Ульрих Бак (9 октября 1944 — 1 января 1945)
- Генерал-лейтенант Карл Фридрих фон дер Меден (январь 1945)

## Боевой состав

### Запасная пехотная дивизия
- 15-й запасной танковый батальон
- 85-й запасной моторизованный полк
  - 13-й запасной моторизованный батальон
  - 110-й запасной моторизованный батальон
  - 55-й запасной мотоциклетный батальон
- 128-й запасной моторизованный полк
  - 30-й запасной моторизованный батальон
  - 51-й запасной моторизованный батальон
- 116-й запасной моторизованный батальон (с ноября 1941 — полк)

### Запасная танковая дивизия
- 15-й запасной танковый батальон
- 85-й запасной моторизованный полк
- 128-й запасной пехотный полк
- 55-й запасной разведывательный батальон
- 8-й запасной дивизион истребителей танков